# Just BASIC
Just BASIC er en gratis "begynder-udgave" af programmeringssproget Liberty BASIC. Just BASIC er, som navnet antyder, en variant af programmeringssproget BASIC. Både selve udviklingsmiljøet hvor man skriver sine programmer, og de færdige programmer man får ud af det, er beregnet til brug under operativsystemet Microsoft Windows.
I Just BASIC kan man arbejde med simple tekst-baserede programmer; et programeksempel er linjerne
```
print "Jeg har selv lavet dette program!"
end
```

Desuden kan man lave vinduer og dialogbokse, og bruge dem i programmer der udnytter Windows' grafiske brugerflade.

## Ekstern henvisning
- Web-sted for Just BASIC

| Programmering | Spire Denne artikel om datalogi eller et datalogi-relateret emne er en spire som bør udbygges. Du er velkommen til at hjælpe Wikipedia ved at udvide den. |